# Wizz Air
Виз ер (мађ. Wizz Air Hungary Légiközlekedési Kft.) је мађарска нискотарифна авио-компанија са главним базама у Мађарској и Пољској.
Авио-компанија је основана септембра 2003. 19. маја 2004. је обавила први лет из Катовица у Пољској, а 23. јуна 2004 су почели са редовним саобраћајем из Будимпеште. Виз ер лети искључиво авионима типа Ербас А320-200 и Ербас А321-200. Главне базе су му Катовице и Будимпешта, а тренутно лети из више од 16 база у Европи.
Бивши директор некадашње мађарске националне авио-компаније Малев Јожеф Варади је генерални директор Виз ера.
Највећи акционар је фонд Индиго партнерс из САД.

## Пословни подаци
Виз ер се декларише као највећа нискотарифна авио-компанија у Средњој и Источној Европи. Лети са једним типом авиона са укупно 180 седишта, која имају размак од 76cm. Током првих три месеца пословања Виз ер је превезао 250 000 путника, а у првој години пословања компанија је имала око 1.400.000 путника. У 2011. години Виз ер је превезао 11 милиона путника (15% више у односу на 2010).

## Флота
Флота Виз ера састоји се од следећег типа авиона (подаци из јула 2015):
| Тип авиона     | У флоти    | Поруџбина | Путника | Напомене            |
| -------------- | ---------- | --------- | ------- | ------------------- |
| Ербас A320-200 | 63         | 21        | 180     |                     |
| Ербас A321-200 | —          | 27        | 230     | Испоруке од 2015.   |
| Ербас A321нео  | 78         | 110       | 239     | Испоруке 2019–2024. |
| Укупно         | 9855659649 | 160       |         |                     |

Закључно са јуном 2015. године, просечна старост авиона из флоте Виз ера износи 3,1 годину.

## Резервације
Виз ер је нискотарифна компанија са могућношћу резервација карата преко интернета, позивног центра или преко путничких агенција. Коришћење кредитне картице приликом резервације на интернету кошта додатних 8 евра, а телефонска резервација путем позивног центра кошта 10 евра. У неким земљама Европске уније плаћање се може обавити и путем текућег рачуна.
Wizz air је нискотарифна компанија која има веома јефтине летове. Можете наћи летове од чак од 10 евра.
Из Београда лете за:
- Гетеборг
-Милано
-Рим (Фјумичино)
-Ларнака
-Абу Даби
-Мемминген
-Базел
-Еиндховен
-Дортмунд
-Хамбург
-Лондон (Лутон)
-Малта
-Карлсруе / Баден / Баден
-Малме
-Ница
-Париз (Бове)
-Стохколм (Скавста)
-Барселона
-Берлин
-Лисабон

## Одредишта
Ајндховен, Аликанте, Анталија, Орхус, Бања Лука, Бари, Барселона, Београд, Берген, Болоња (Форли), Брисел (Шарлруа), Брно, Будимпешта, Букурешт, Бургас, Валенсија, Варна, Варшава, Венеција (Тревизо), Верона, Вилњус, Вроцлав, Гдањск, Гетеборг, Глазгов (Прествик), Гренобл, Дебрецин (од 18. јуна), Диселдорф (Виз), Дортмунд, Дубровник, Катанија, Катовице, Келн, Кијев, Клуж, Корк, Ларнака, Ливерпул, Лођ, Лондон (Лутон), Мадрид, Малага, Малме, Меминген, Милано (Бергамо), Напуљ, Ниш, Осло, Палма де Мајорка, Париз (Бове),  Пиза, Познањ, Праг, Priština, Рим (Фјумићино), Рим (Ћампино), Сарагоса, Симферопољ, Скопље, Софија, Сплит, Ставангер, Стокхолм (Скавста), Тампере, Таргу Муреш, Темишвар, Торино, Турку, Тузла, Франкфурт (Хан), Хамбург (Љубек), Шефилд, Ниш.
У својој историји Виз ер је испробао пуно линија, од којих су неке после извесног времена суспендоване због нерентабилности.